# Leta milosti
Leta milosti (COBISS) je roman Sebastijana Preglja; izšel je leta 2004 pri  založbi Goga. Leta 2006 je bil veliki finalist za nagrado kresnik.

## Vsebina
Roman je razdeljen na pet poglavij, vsako je povezano z določenim letom. Večji del zgodbe se dogaja v bližnji preteklosti (med letoma 1998 in 2002), nato se sedanjost prepleta z dogajanjem v drugi polovici 18. stoletja, nazadnje pa roman skoči celo v prihodnost, v leto 2006.
Upokojena snažilka Frančiška Kavka med čiščenjem cerkve najde tri prstke, odpadle s kipca angela, jih zavije v robec in o nenavadnem odkritju poroča patru Virgilu. Preiskava pokaže, da so prstki pravi, otroški, kar seveda zbudi pozornost medijev. Frančiška se pred nadležnimi novinarji zapre v stanovanje in njena edina vez z zunanjim svetom ostane sosed, študent Matej. Snažilko kmalu najdejo hudo ranjeno, z odrezanimi vekami (ker je videla preveč) in s prerezanim jezikom (vsak del jezika je drugega spola in govori svoj jezik). Prvi osumljenec je seveda sosed Matej, vendar inšpektor Gombač pri preiskovanju tega nelogičnega primera kmalu zaide v slepo ulico. Nato pa se na škofijo zateče pater Virgil in prizna krivdo, nakar ga odpeljejo v psihiatrično bolnišnico, kjer je nedoseglijv za policijo. 
Roman se nadaljuje v letu 1771 z zgodbo mlade in lepe Agate, ki v nenavadno mrzli zimi pere perilo pri izviru tople vode in nekega dne v vodi zagleda odsev mladeniča, za katerega se izkaže, da je Matej. Angel Obeid jima pomaga, da se spoznata.
Tretje poglavje se vrne v leto 2002, k še vedno nerešenemu primeru Frančiška Kavka. Najdeni so bili zapiski angela Sahiela, ki razkrijejo prisotnost angelov na Zemlji. Cerkev izsiljuje nekdanjega policista Kozmo in nekdanjega šefa obveščevalne in varnostne službe z dokumenti o narodnoosvobodilnem boju in povojnih pobojih. Pater Virgil pobegne in raztrgajo ga volkovi. Frančiška z jato ptic išče Mateja (za katerega se izkaže, da je angel), ki ga ugrabijo in tako Vatikan dobi živ primerek angela.
Četrto poglavje opisuje skupno življenje Agate in Mateja v drugi polovici 18. stoletja in zgodovinske dogodke tistega časa: obisk papeža Pija VI. in gradnjo Grubarjevega kanala. Opisan je tudi lov na padle angele in njihov beg.
Zadnje poglavje prinese še eno skrivnostno smrt, in sicer višjega inšpektorja Gombača, ter na koncu romana transformacijo Kozme Breclja v Gospodovega vojščaka (tisti, ki lovi padle angele).